# Nansha Bridge
Il Nansha Bridge (cinese semplificato: 南沙 大桥; cinese tradizionale: 南沙 大橋; pinyin: Nánshā Dàqiáo) è un ponte sospeso situato nel Guangdong in Cina.

## Descrizione
La struttura attraversa il fiume delle Perle. Sul ponte c'è l'inizio della superstrada Guangzhou–Longchuan. Il ponte fa parte della rete superstrada del Pearl River Delta, che collega la città di Shatian a Dongguan al distretto di Nansha a Guangzhou e la tangenziale di Guangzhou e la superstrada Guangshen Yanjiang.
Durante la costruzione il ponte doveva essere chiamato Humen Second Bridge (in cinese 虎门 二桥). Il ponte è stato aperto al traffico il 2 aprile 2019.